# Wimbledon 1963
De 77e editie van het Britse grandslamtoernooi, Wimbledon 1963, werd gehouden van maandag 24 juni tot en met maandag 8 juli 1963. Voor de vrouwen was het de 70e editie van het graskampioenschap. Het toernooi werd gespeeld bij de All England Lawn Tennis and Croquet Club in de wijk Wimbledon van de Britse hoofdstad Londen. De titels in het enkelspel werden gewonnen door Chuck McKinley en Margaret Smith.
Op de enige zondag tijdens het toernooi (Middle Sunday) werd traditioneel niet gespeeld.
Het toernooi van 1963 trok 271.867 toeschouwers.

## Belangrijkste uitslagen
Mannenenkelspel

Finale: Chuck McKinley (VS) won van Fred Stolle (Australië) met 9-7, 6-1, 6-4
Vrouwenenkelspel

Finale: Margaret Smith (Australië) won van Billie Jean Moffitt (VS) met 6-3, 6-4
Mannendubbelspel

Finale: Rafael Osuna (Mexico) en Antonio Palafox (Mexico) wonnen van Jean-Claude Barclay (Frankrijk) en Pierre Darmon (Frankrijk) met 4-6, 6-2, 6-2, 6-2
Vrouwendubbelspel

Finale: Maria Bueno (Brazilië) en Darlene Hard (VS) wonnen van Robyn Ebbern (Australië) en Margaret Smith (Australië) met 8-6, 9-7
Gemengd dubbelspel

Finale: Margaret Smith (Australië) en Ken Fletcher (Australië) wonnen van Darlene Hard (VS) en Bob Hewitt (Australië) met 11-9, 6-4
Meisjesenkelspel

Finale: Monique Salfati (Frankrijk) won van Kaye Dening (Australië) met 6-4, 6-1
Jongensenkelspel

Finale: Nicholas Kalogeropoulos (Griekenland) won van Ismail El Shafei (Verenigde Arabische Republiek) met 6-4, 6-3
Dubbelspel bij de junioren werd voor het eerst in 1982 gespeeld.

## Toeschouwersaantallen
|           |        | Eerste week |         | Tweede week |
| --------- | ------ | ----------- | ------- | ----------- |
| Maandag   |        | 19.682      |         | 25.990      |
| Dinsdag   | 19.051 | 24.100      |         |             |
| Woensdag  | 26.268 | 24.356      |         |             |
| Donderdag | 28.403 | 21.134      |         |             |
| Vrijdag   | 23.005 | 18.272      |         |             |
| Zaterdag  | 24.548 | 17.058      |         |             |
| Zondag    | –      | –           |         |             |
| Totaal    |        | 271.867     | 271.867 | 271.867     |

1877 · 1878 · 1879 · 1880 · 1881 · 1882 · 1883 · 1884 · 1885 · 1886 · 1887 · 1888 · 1889 · 1890 · 1891 · 1892 · 1893 · 1894 · 1895 · 1896 · 1897 · 1898 · 1899 · 1900 · 1901 · 1902 · 1903 · 1904 · 1905 · 1906 · 1907 · 1908 · 1909 · 1910 · 1911 · 1912 · 1913 · 1914 · 1915–1918 · 1919 · 1920 · 1921 · 1922 · 1923 · 1924 · 1925 · 1926 · 1927 · 1928 · 1929 · 1930 · 1931 · 1932 · 1933 · 1934 · 1935 · 1936 · 1937 · 1938 · 1939 · 1940–1945 · 1946 · 1947 · 1948 · 1949 · 1950 · 1951 · 1952 · 1953 · 1954 · 1955 · 1956 · 1957 · 1958 · 1959 · 1960 · 1961 · 1962 · 1963 · 1964 · 1965 · 1966 · 1967
↓ open tijdperk ↓
1968 (m-v-md-vd-gd) · 1969 (m-v-md-vd-gd) · 1970 (m-v-md-vd-gd) · 1971 (m-v-md-vd-gd) · 1972 (m-v-md-vd-gd) · 1973 (m-v-md-vd-gd) · 1974 (m-v-md-vd-gd) · 1975 (m-v-md-vd-gd) · 1976 (m-v-md-vd-gd) · 1977 (m-v-md-vd-gd) · 1978 (m-v-md-vd-gd) · 1979 (m-v-md-vd-gd) · 1980 (m-v-md-vd-gd) · 1981 (m-v-md-vd-gd) · 1982 (m-v-md-vd-gd) · 1983 (m-v-md-vd-gd) · 1984 (m-v-md-vd-gd) · 1985 (m-v-md-vd-gd) · 1986 (m-v-md-vd-gd) · 1987 (m-v-md-vd-gd) · 1988 (m-v-md-vd-gd) · 1989 (m-v-md-vd-gd) · 1990 (m-v-md-vd-gd) · 1991 (m-v-md-vd-gd) · 1992 (m-v-md-vd-gd) · 1993 (m-v-md-vd-gd) · 1994 (m-v-md-vd-gd) · 1995 (m-v-md-vd-gd) · 1996 (m-v-md-vd-gd) · 1997 (m-v-md-vd-gd) · 1998 (m-v-md-vd-gd) · 1999 (m-v-md-vd-gd) · 2000 (m-v-md-vd-gd) · 2001 (m-v-md-vd-gd) · 2002 (m-v-md-vd-gd) · 2003 (m-v-md-vd-gd) · 2004 (m-v-md-vd-gd) · 2005 (m-v-md-vd-gd) · 2006 (m-v-md-vd-gd) · 2007 (m-v-md-vd-gd) · 2008 (m-v-md-vd-gd) · 2009 (m-v-md-vd-gd) · 2010 (m-v-md-vd-gd) · 2011 (m-v-md-vd-gd) · 2012 (m-v-md-vd-gd) · 2013 (m-v-md-vd-gd) · 2014 (m-v-md-vd-gd) · 2015 (m-v-md-vd-gd) · 2016 (m-v-md-vd-gd) · 2017 (m-v-md-vd-gd) · 2018 (m-v-md-vd-gd) · 2019 (m-v-md-vd-gd) · 2020 · 2021 (m-v-md-vd-gd) · 2022 (m-v-md-vd-gd) · 2023 (m-v-md-vd-gd) · 2024 (m-v-md-vd-gd)
Lijst van Wimbledonwinnaars · Toernooien per editie